# Percy Almstedt
Anders Percival "Percy" Almstedt (Göteborg, 30 de novembre de 1888 - Göteborg, 29 d'octubre de 1937) va ser un regatista suec que va competir a començaments del segle xx.
El 1920 va prendre part en els Jocs Olímpics d'Anvers, on va guanyar la medalla de plata en la categoria de 40 m² del programa de vela. Almstedt navegà a bord del Elsie junt a Gustaf Svensson, Ragnar Svensson i Erik Mellbin.